# Championnat d'Asie de rugby à XV 2022
Navigation
Tournoi 2019 Tournoi 2023
Le championnat d'Asie de rugby à XV 2022 est la 33e édition du championnat d'Asie de rugby à XV, compétition annuelle de rugby à XV qui voit s'affronter les nations membres de Asia Rugby. Les pays participants sont répartis en trois divisions continentales et un système de promotions et de relégations existe entre les différentes divisions continentales. Le tournoi est qualificatif pour la Coupe du monde 2023.
À l'origine prévue en 2021, elle est reprogrammée à plusieurs reprises, jusqu'à être décalé en 2022.

## Participants
| Top 3 - Hong Kong - Corée du Sud - Malaisie | Division 1 - Émirats arabes unis - Philippines - Sri Lanka - Singapour | Division 2 - Pakistan - Thaïlande |

| Division 3 Central - Kazakhstan - Kirghizistan - Mongolie - Ouzbékistan | Division 3 Ouest - Iran - Qatar | Division 3 Sud - Bangladesh - Inde - Népal |

## Top 3
Initialement prévu en mai 2021, le tournoi est décalé une première fois au mois de novembre 2021 en raison de la pandémie de Covid-19. Le tournoi change également de format une première fois : l'organisation propose de le disputer sur un site unique, où les adversaires ne s'affronteraient qu'à une reprise. Des décalages successifs, au mois de février 2022 puis au mois de mai 2022, sont annoncés . Une dernière modification de format et de date est proposée : le tournoi débute finalement le 4 juin avec la Corée du Sud accueillant la Malaisie à domicile à Incheon. La Corée du sud, vainqueur reçoit ensuite Hong Kong, à l'occasion d'une finale qui se tient le 8 juillet à Incheon. Ce match voit la victoire de Hong Kong qui se qualifie pour le barrage Asie-Océanie contre l'équipe des Tonga.

### Résultats détaillés
| 4 juin 2022 16h30 | Corée du Sud | 55 - 10 | Malaisie                                                                                      | Incheon Namdong Asiad Rugby Field (en), Incheon Arbitre : Chan |
| 4 juin 2022 16h30 | Essai(s) : H. Kim (5e), Chang (25e), Jeong (28e), Choi (48e), G.Kim (58e), G.Kim (64e), Shin (69e), Chae (75e) Transformation(s) : K. Kim (6e), K. Kim (29e), K. Kim (49e), Oh (65e), Oh (70e), Oh (76e) Pénalité(s) : K. Kim (12e) | Rapport | Essai(s) : Vaga Saukuru (79e) Transformation(s) : Bin Pead (80e) Pénalité(s) : Mat Zizi (14e) | Incheon Namdong Asiad Rugby Field (en), Incheon Arbitre : Chan |
| 4 juin 2022 16h30 | | Rapport |                                                                                               | Incheon Namdong Asiad Rugby Field (en), Incheon Arbitre : Chan |

| 9 juillet 2022 17h00 | Corée du Sud                                                                                       | 21 - 23 | Hong Kong | Namdong Asiad Rugby Stadium, Incheon Arbitre : Tasuku Kawahara |
| 9 juillet 2022 17h00 | Essai(s) : Choi (46e), G.Kim (63e) Transformation(s) : Oh (46e) Pénalité(s) : Oh 3 (60e, 69e, 75e) | Rapport | Essai(s) : Post (20e), Worley (36e), De Thierry (71e) Transformation(s) : Hughes (37e) Pénalité(s) : Hughes (12e), Mchneish (80e) Carton(s) jaune(s) : Worley (22e) Carton(s) rouge(s) : Higson-Smith (1re) | Namdong Asiad Rugby Stadium, Incheon Arbitre : Tasuku Kawahara |
| 9 juillet 2022 17h00 | | Rapport | | Namdong Asiad Rugby Stadium, Incheon Arbitre : Tasuku Kawahara |

## Division 1
Le tournoi devait se tenir du 26 au 29 mai 2021 au Colombo Racecourse Stadium (en),, il est ensuite ajourné au mois d'octobre, toujours sur le même lieu ; finalement il est définitivement annulé.

## Division 2
Le tournoi devait initialement avoir lieu du 25 au 28 mars 2021 à Lahore. Il a finalement été ajourné à la fin d'année 2021, et débute finalement en mai 2022. Seulement deux équipes y prennent part, après les forfaits de la Chine et de Taïwan.

### Classement
| Rang | Nations    | J | V | N | D | Bo | Bd | Pm | Pe | Diff | Pts |
| ---- | ---------- | - | - | - | - | -- | -- | -- | -- | ---- | --- |
| 1    | Pakistan P | 2 | 1 | 0 | 1 | 1  | 1  | 39 | 38 | +1   | 6   |
| 2    | Thaïlande  | 2 | 1 | 0 | 1 | 0  | 1  | 38 | 39 | -1   | 5   |

|  | Vainqueur (no 1)  |
|  | P : promu en 2022 |

### Résultats détaillés
| 29 mai 2022 16h30 | Pakistan | 15 - 20 (7 - 6) | Thaïlande | Punjab Stadium, Lahore |
| 29 mai 2022 16h30 | Essai(s) : Bhatti (25e), Shahid (64e) Transformation(s) : O Khan (26e) Pénalité(s) : Siddique (77e) Carton(s) jaune(s) : Haroon (6e), Safdar (30e), Akram (80e) Carton(s) rouge(s) : Haroon (17e), Safdar (40e) | Rapport         | Essai(s) : Punpang (73e), Janda (80e) Transformation(s) : Legrand 2 (74e, 80e) Pénalité(s) : Legrand 2 (7e, 23e) | Punjab Stadium, Lahore |
| 29 mai 2022 16h30 | | Rapport         | | Punjab Stadium, Lahore |

| 1er juin 2022 16h30 | Pakistan                                                                                              | 24 - 18 | Thaïlande                                                                    | Punjab Stadium, Lahore |
| 1er juin 2022 16h30 | Essai(s) : A Khan 2, Ahmad, Shahzad Transformation(s) : O Khan 2 Carton(s) jaune(s) : Ahmad, Siddique | Rapport | Pénalité(s) : Punpang 3, Compaengyot 2, Legrand Carton(s) jaune(s) : Punpang | Punjab Stadium, Lahore |
| 1er juin 2022 16h30 | | Rapport |                                                                              | Punjab Stadium, Lahore |

## Division 3

### Central

#### Résultats
|  | Demi-finales | Demi-finales |                        |    | Finale  | Finale  |
|  | Demi-finales | Demi-finales |                        |    | Finale  | Finale  |
|  |              |              |                        |    |         |         |
|  | le 2022      | le 2022      |                        |    | le 2022 | le 2022 |
|  | le 2022      | le 2022      |                        |    | le 2022 | le 2022 |
|  | Ouzbékistan  | 17           |                        |    | le 2022 | le 2022 |
|  | Ouzbékistan  | 17           |                        |    | le 2022 | le 2022 |
|  | Mongolie     | 10           |                        |    | le 2022 | le 2022 |
|  | Mongolie     | 10           | Ouzbékistan            | 26 |         |         |
|  | le 2022      |              | Ouzbékistan            | 26 |         |         |
|  |              | Kazakhstan   | 32                     |    |         |         |
|  | Kirghizistan | Kazakhstan   | 32                     | 5  |         |         |
|  | Kirghizistan |              |                        | 5  |         |         |
|  | Kazakhstan   | 113          |                        |    |         |         |
|  | Kazakhstan   | 113          | Match pour la 3e place |    |         |         |
|  |              |              |                        |    |         |         |
|  | le 2022      |              |                        |    |         |         |
|  |              |              |                        |    |         |         |
|  | Mongolie     | 77           |                        |    |         |         |
|  | Mongolie     | 77           |                        |    |         |         |
|  | Kirghizistan | 7            |                        |    |         |         |
|  | Kirghizistan | 7            |                        |    |         |         |

#### Résultats détaillés

##### Demi-finales
| 3 juillet 2022 17h00 | Ouzbékistan                                                                     | 17 - 10 (10 - 5) | Mongolie                                | Dolon Omurzakov Stadium, Bichkek |
| 3 juillet 2022 17h00 | Essai(s) : Khaydarov 2 (21e, 49e), Karimov (25e) Transformation(s) : Boev (50e) | Rapport          | Essai(s) : Purenyam (10e), Nergui (43e) | Dolon Omurzakov Stadium, Bichkek |
| 3 juillet 2022 17h00 |                                                                                 | Rapport          |                                         | Dolon Omurzakov Stadium, Bichkek |

| 3 juillet 2022 19h00 | Kirghizistan            | 5 - 113 | Kazakhstan | Dolon Omurzakov Stadium, Bichkek |
| 3 juillet 2022 19h00 | Essai(s) : Torobek Uulu | Rapport | Essai(s) : Damirzhan Niyazov 3, Akymbekov 3, Petukhov 3, Mussiyatchenko 3, Bolatkhan 2, Magomedov 2, Nazhibayev, Khromov, Mambaev, Timoshin Transformation(s) : Abdrakov 8 | Dolon Omurzakov Stadium, Bichkek |
| 3 juillet 2022 19h00 |                         | Rapport | | Dolon Omurzakov Stadium, Bichkek |

##### Finales
| 3 juillet 2022 17h00 | Mongolie | 77 - 7  | Kirghizistan                                                                          | Dolon Omurzakov Stadium, Bichkek |
| 3 juillet 2022 17h00 | Essai(s) : Tsolmon 3, G Enkhbat 2, Batdorj 2, Ganbold, Nyamdorj, J Enkhbat, Oidovdorj, Battsagaan, Bazarsuren Transformation(s) : G Enkhbat 6 Carton(s) jaune(s) : Dorj | Rapport | Essai(s) : Tashmamatov Transformation(s) : Tashmamatov Carton(s) jaune(s) : Kotliarov | Dolon Omurzakov Stadium, Bichkek |
| 3 juillet 2022 17h00 | | Rapport |                                                                                       | Dolon Omurzakov Stadium, Bichkek |

| 3 juillet 2022 19h00 | Ouzbékistan                                                                       | 26 - 32 | Kazakhstan | Dolon Omurzakov Stadium, Bichkek |
| 3 juillet 2022 19h00 | Essai(s) : Sobirov 2, Boev, Chorshanbiev Transformation(s) : Soibanazarov 2, Boev | Rapport | Essai(s) : Akymbekov 2, Nazhibayev, Magomedov, Mussiyatchenko Transformation(s) : Abdrakov 2 Pénalité(s) : Abdrakov Carton(s) jaune(s) : Abdrakov, Tursunbek | Dolon Omurzakov Stadium, Bichkek |
| 3 juillet 2022 19h00 |                                                                                   | Rapport | | Dolon Omurzakov Stadium, Bichkek |

### Ouest
Le match, initialement prévu à l'automne 2022, se déroule finalement en février 2023.

#### Résultat
| 10 février 2023 19h00 | Iran    | 12 - 40 | Qatar | Al-Aïn |
| 10 février 2023 19h00 | Rapport |         |       | Al-Aïn |
| 10 février 2023 19h00 |         |         |       | Al-Aïn |

### Sud

#### Classement
| Rang | Nation     | J | V | N | D | Bo | Bd | Pm  | Pe  | Diff | Pts |
| ---- | ---------- | - | - | - | - | -- | -- | --- | --- | ---- | --- |
| 1    | Inde       | 2 | 2 | 0 | 0 | 0  | 0  | 168 | 0   | +168 | 8   |
| 2    | Bangladesh | 2 | 1 | 0 | 1 | 0  | 0  | 43  | 94  | -51  | 4   |
| 2    | Népal      | 2 | 0 | 0 | 2 | 0  | 0  | 12  | 129 | -117 | 0   |

|  | Vainqueur du tournoi (no 1). |

#### Résultats
| 19 novembre 2022 14h30 | Inde    | 86 - 0 | Népal |  |
| 19 novembre 2022 14h30 | Rapport |        |       |  |
| 19 novembre 2022 14h30 |         |        |       |  |

| 22 novembre 2022 14h15 | Népal   | 12 - 43 | Bangladesh |  |
| 22 novembre 2022 14h15 | Rapport |         |            |  |
| 22 novembre 2022 14h15 |         |         |            |  |

| 25 novembre 2022 14h15 | Inde    | 82 - 0 | Bangladesh |  |
| 25 novembre 2022 14h15 | Rapport |        |            |  |
| 25 novembre 2022 14h15 |         |        |            |  |